# Auriac-Lagast
Pour les articles homonymes, voir Auriac.
Auriac-Lagast est une commune française située dans le département de l'Aveyron en région Occitanie.

## Géographie

### Localisation et communes limitrophes
La commune d'Auriac-Lagast se trouve au centre-ouest  du département de l'Aveyron, dans la petite région agricole du Ségala. Elle se situe à 32 km par la route de Rodez, préfecture du département, à 61 km de Millau, sous-préfecture et à 22 km de Réquista, bureau centralisateur du canton des Monts du Réquistanais dont dépend la commune depuis 2015. La commune fait en outre partie du bassin de vie de Réquista.
Les communes les plus proches sont, : Salmiech (3,9 km), Cassagnes-Bégonhès (4,7 km), Durenque (5,1 km), La Selve(48) (5,3 km), Rullac-Saint-Cirq (7,4 km), Arvieu (8,1 km), Alrance (8,4 km), Sainte-Juliette-sur-Viaur (8,9 km), Comps-la-Grand-Ville (9,4 km).
Auriac-Lagast est situé près du mont Lagast (928 m) entre le Lévézou et le Ségala.

### Hydrographie

#### Réseau hydrographique

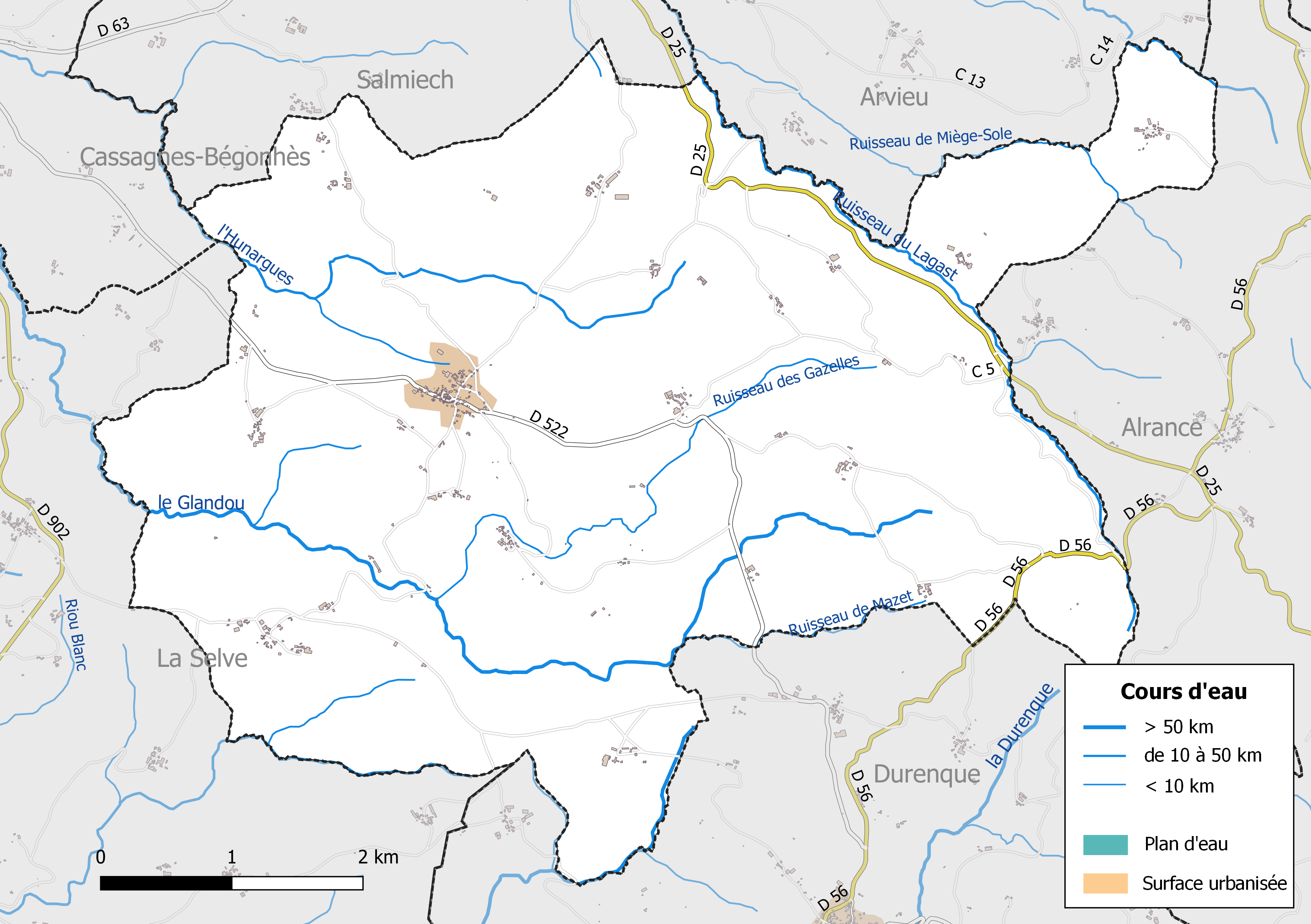
Réseaux hydrographique et routier d'Auriac-Lagast.

La commune est drainée par le Glandou, le Cône, l'Hunargues, le ruisseau de Bertrand, le ruisseau de Roustens, le ruisseau du Lagast, le ruisseau de Mazet, le ruisseau de Miège-Sole, le ruisseau des Gazelles et par divers petits cours d'eau.
Le Glandou, d'une longueur totale de 12,2 km, prend sa source dans la commune d'Auriac-Lagast et se jette  dans le Céor à Cassagnes-Bégonhès, après avoir arrosé 4 communes.
Le Cône, d'une longueur totale de 22 km, prend sa source dans la commune d'Auriac-Lagast et se jette  dans le Giffou à Rullac-Saint-Cirq, après avoir arrosé 5 communes.

#### Gestion des cours d'eau
Afin d’atteindre le bon état des eaux imposé par la Directive-cadre sur l'eau du 23 octobre 2000, plusieurs outils de gestion intégrée s’articulent à différentes échelles pour définir et mettre en œuvre un programme d’actions de réhabilitation et de gestion des milieux aquatiques : le SDAGE (Schéma directeur d'aménagement et de gestion des eaux), à l’échelle du bassin hydrographique, et le SAGE (Schéma d'aménagement et de gestion des eaux), à l’échelle locale. Ce dernier fixe les objectifs généraux d’utilisation, de mise en valeur et de protection quantitative et qualitative des ressources en eau superficielle et souterraine. Trois SAGE sont mis en oeuvre dans le département de l'Aveyron.
La commune fait partie du SAGE du bassin versant du Viaur, approuvé le 28 mars 2018, au sein du SDAGE Adour-Garonne. Le périmètre de ce SAGE couvre 89 communes, sur trois départements (Aveyron, Tarn et Tarn-et-Garonne),. Le pilotage et l’animation du SAGE sont assurés par l’établissement public d'aménagement et de gestion des eaux (EPAGE) du bassin du Viaur, une structure qui regroupe les établissements publics de coopération intercommunale à fiscalité propre (EPCI-FP) dont le territoire est inclus (en totalité ou partiellement) dans le bassin hydrographique du Viaur et les structures gestionnaires de l’alimentation en eau potable des populations et qui disposent d’une ressource sur le bassin versant du Viaur. Il correspond à l’ancien syndicat mixte du Bassin versant du Viaur,.

### Climat
Pour des articles plus généraux, voir Climat de l'Occitanie et Climat de l'Aveyron.
En 2010, le climat de la commune est de type climat océanique altéré, selon une étude s'appuyant sur une série de données couvrant la période 1971-2000. En 2020, Météo-France publie une typologie des climats de la France métropolitaine dans laquelle la commune est exposée à un climat de montagne et est dans la région climatique Sud-est du Massif Central, caractérisée par une pluviométrie annuelle de 1 000 à 1 500 mm, minimale en été, maximale en automne.
Pour la période 1971-2000, la température annuelle moyenne est de 9,9 °C, avec une amplitude thermique annuelle de 15,6 °C. Le cumul annuel moyen de précipitations est de 1 057 mm, avec 11,4 jours de précipitations en janvier et 6,3 jours en juillet. Pour la période 1991-2020, la température moyenne annuelle observée sur la station météorologique la plus proche, située sur la commune de Durenque à 5 km à vol d'oiseau, est de 10,6 °C et le cumul annuel moyen de précipitations est de 1 092,0 mm,. Pour l'avenir, les paramètres climatiques de la commune estimés pour 2050 selon différents scénarios d'émission de gaz à effet de serre sont consultables sur un site dédié publié par Météo-France en novembre 2022.

### Milieux naturels et biodiversité

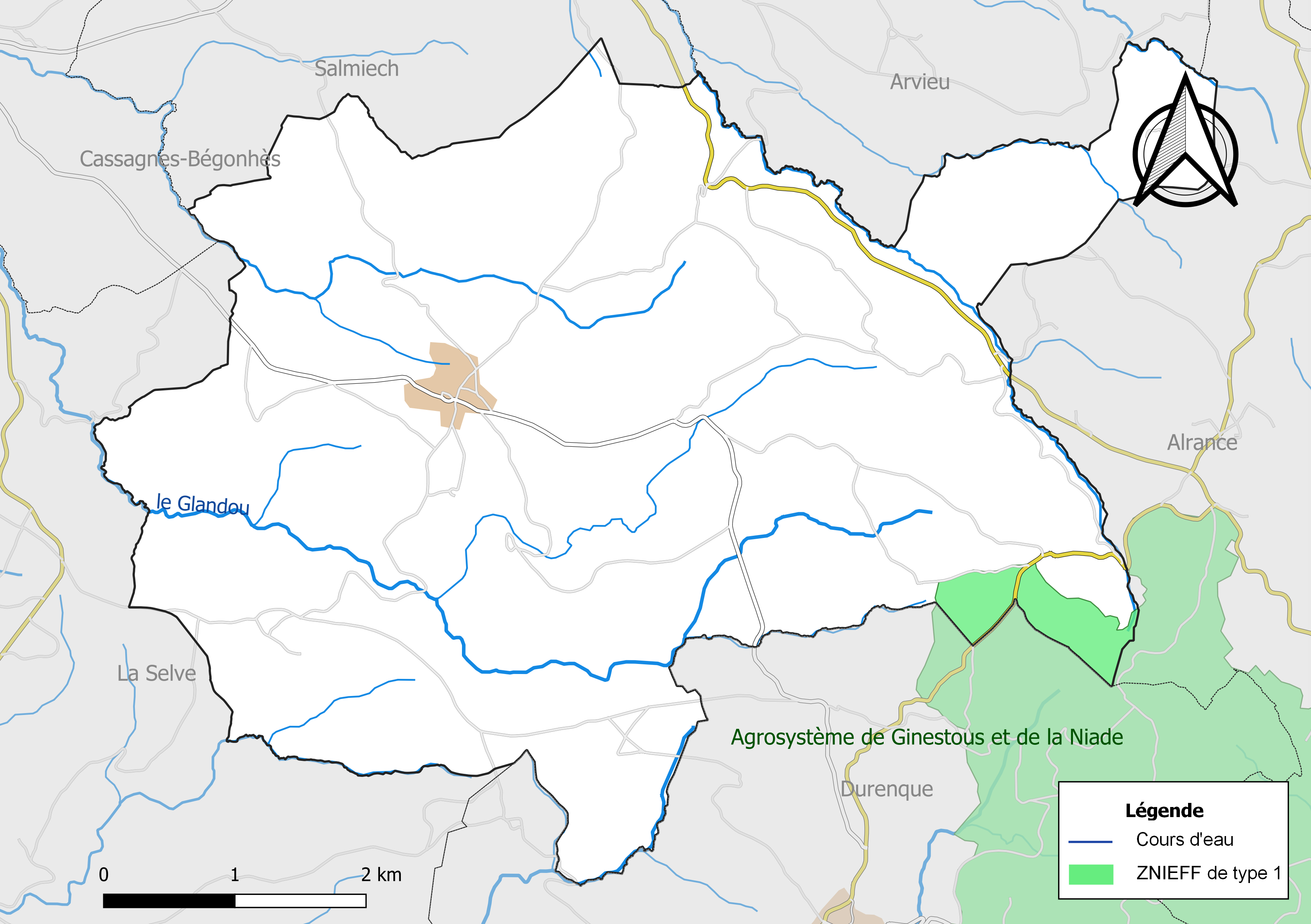
Carte de la ZNIEFF de type 1 localisée sur la commune.

L’inventaire des zones naturelles d'intérêt écologique, faunistique et floristique (ZNIEFF) a pour objectif de réaliser une couverture des zones les plus intéressantes sur le plan écologique, essentiellement dans la perspective d’améliorer la connaissance du patrimoine naturel national et de fournir aux différents décideurs un outil d’aide à la prise en compte de l’environnement dans l’aménagement du territoire.
Le territoire communal d'Auriac-Lagast comprend une ZNIEFF de type 1, : 
l'« agrosystème de Ginestous et de la Niade » (1 810 ha).

## Urbanisme

### Typologie
Au 1er janvier 2024, Auriac-Lagast est catégorisée commune rurale à habitat très dispersé, selon la nouvelle grille communale de densité à 7 niveaux définie par l'Insee en 2022.
Elle est située hors unité urbaine et hors attraction des villes,.

### Occupation des sols

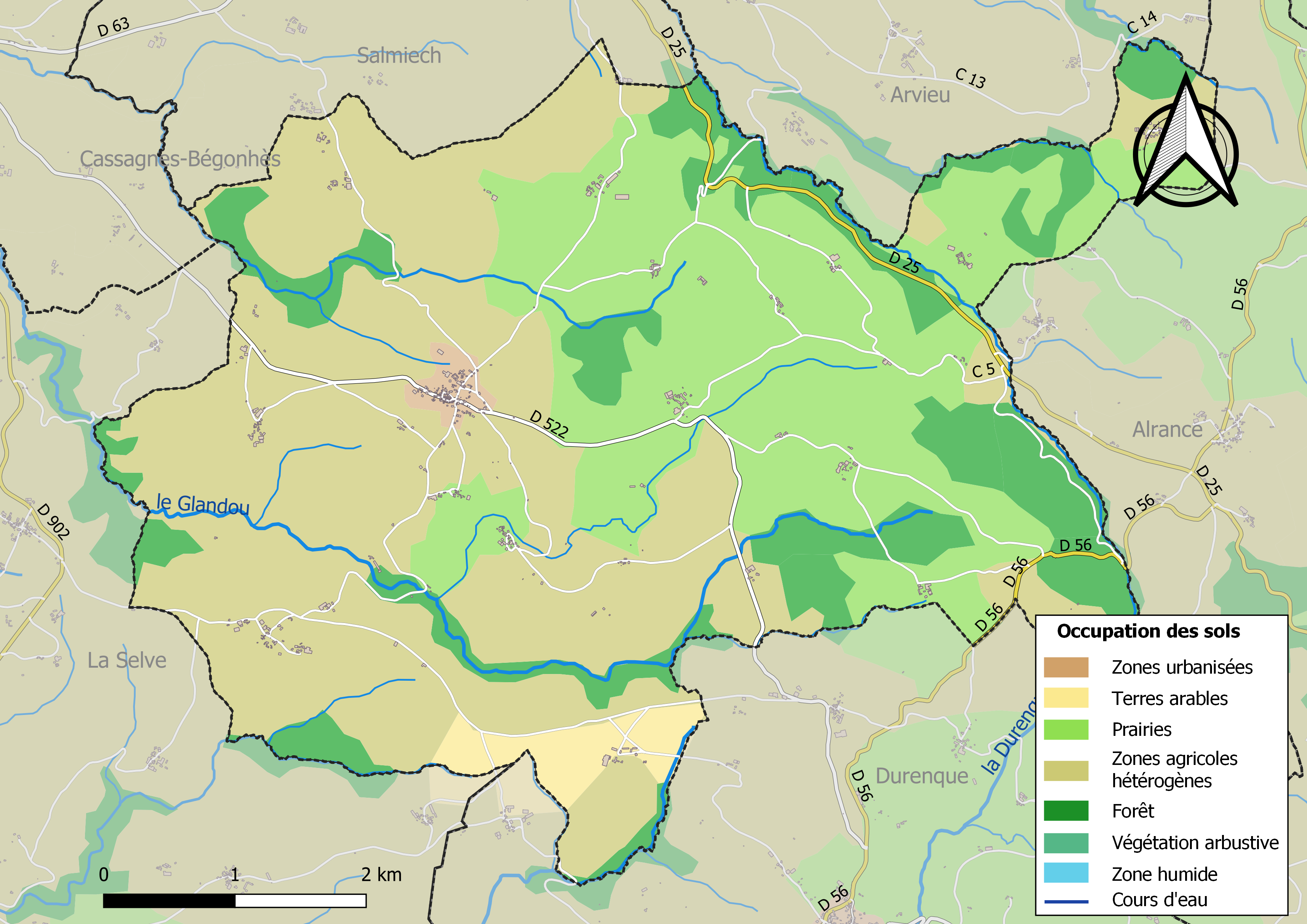
Infrastructures et occupation des sols de la commune d'Auriac-Lagast.

L'occupation des sols de la commune, telle qu'elle ressort de la base de données européenne d’occupation biophysique des sols Corine Land Cover (CLC), est marquée par l'importance des territoires agricoles (82,6 % en 2018), en diminution par rapport à 1990 (83,4 %). La répartition détaillée en 2018 est la suivante : 
zones agricoles hétérogènes (48,4 %), prairies (31,8 %), forêts (16,6 %), terres arables (2,4 %), zones urbanisées (0,9 %).

### Planification
La commune ne disposait pas en 2017 de document d'urbanisme opérationnel et le règlement national d'urbanisme s'appliquait donc pour la délivrance des permis de construire.

### Risques majeurs
Le territoire de la commune d'Auriac-Lagast est vulnérable à différents aléas naturels : climatiques (hiver exceptionnel ou canicule), feux de forêts et séisme (sismicité très faible).
Il est également exposé à un risque particulier, le risque radon,.

#### Risques naturels
Le Plan départemental de protection des forêts contre les incendies découpe le département de l’Aveyron en sept « bassins de risque » et définit une sensibilité des communes à l’aléa feux de forêt (de faible à très forte). La commune est classée en sensibilité faible.

#### Risque particulier
Dans plusieurs parties du territoire national, le radon, accumulé dans certains logements ou autres locaux, peut constituer une source significative d’exposition de la population aux rayonnements ionisants. Toutes les communes du département sont concernées par le risque radon à un niveau plus ou moins élevé. La commune d'Auriac-Lagast est classée à risque moyen à élevé.

## Toponymie
Auriac est un nom de domaine gallo-romain formé avec le suffixe -ac sur le nom de personne latin Aurius.

## Politique et administration

### Découpage territorial
La commune d'Auriac-Lagast est membre de la communauté de communes du Réquistanais, un établissement public de coopération intercommunale (EPCI) à fiscalité propre créé le 20 mars 2000 dont le siège est à Réquista. Ce dernier est par ailleurs membre d'autres groupements intercommunaux.
Sur le plan administratif, elle est rattachée à l'arrondissement de Millau, au département de l'Aveyron et à la région Occitanie. Sur le plan électoral, elle dépend du  canton des Monts du Réquistanais pour l'élection des conseillers départementaux, depuis le redécoupage cantonal de 2014 entré en vigueur en 2015, et de la troisième circonscription de l'Aveyron  pour les élections législatives, depuis le dernier découpage électoral de 2010.

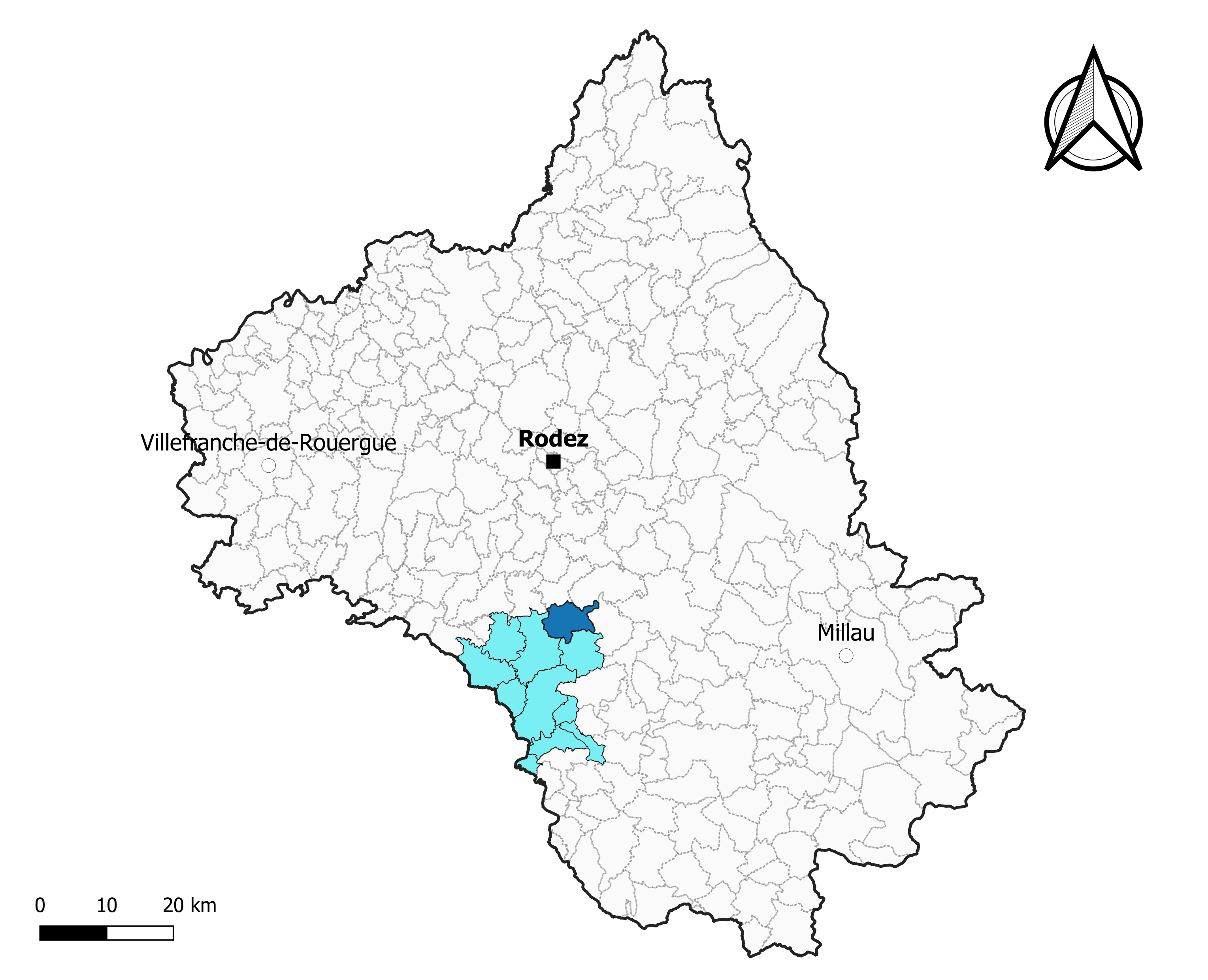
Auriac-Lagast dans l'intercommunalité en 2020.
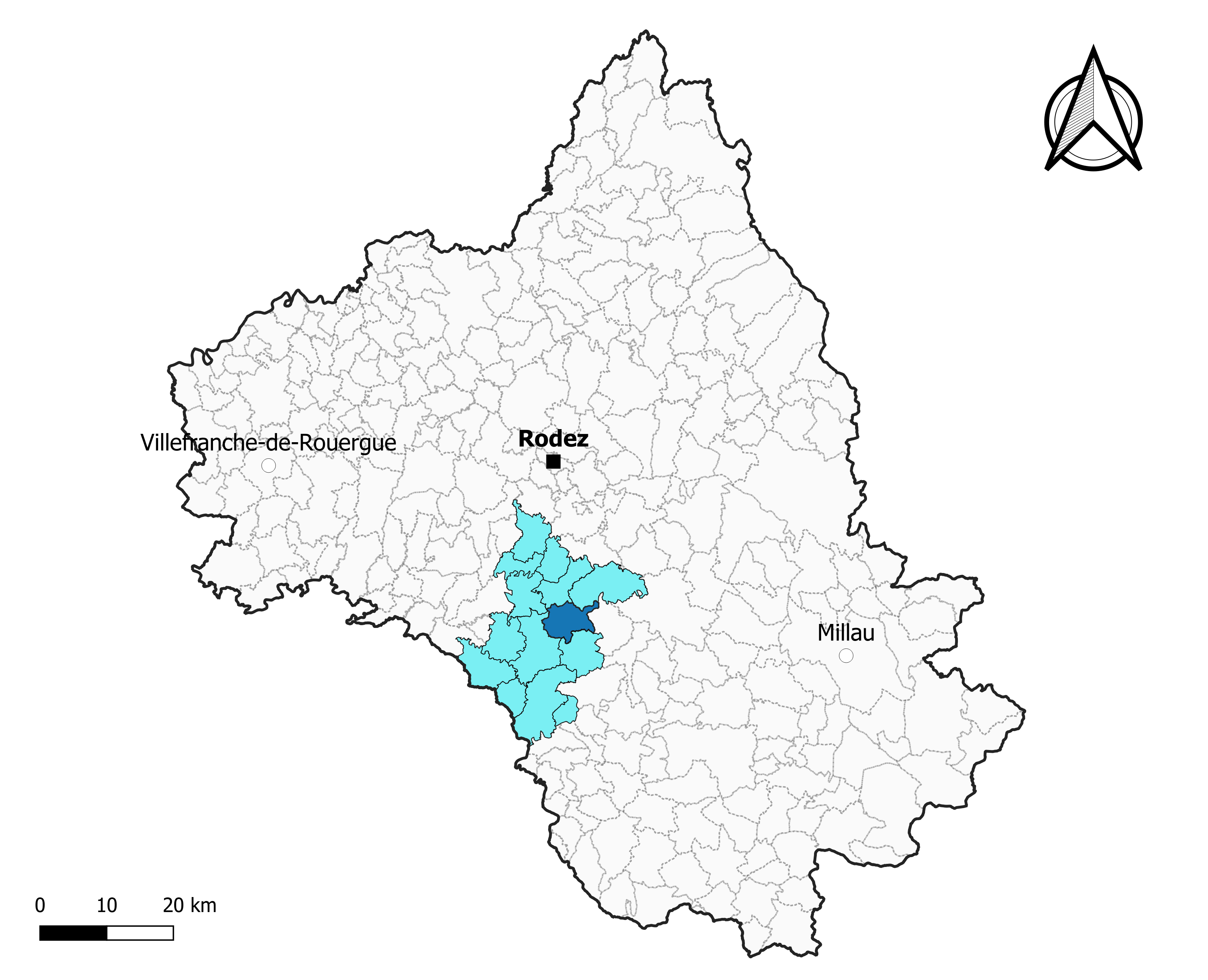
Auriac-Lagast dans le canton des Monts du Réquistanais en 2020.
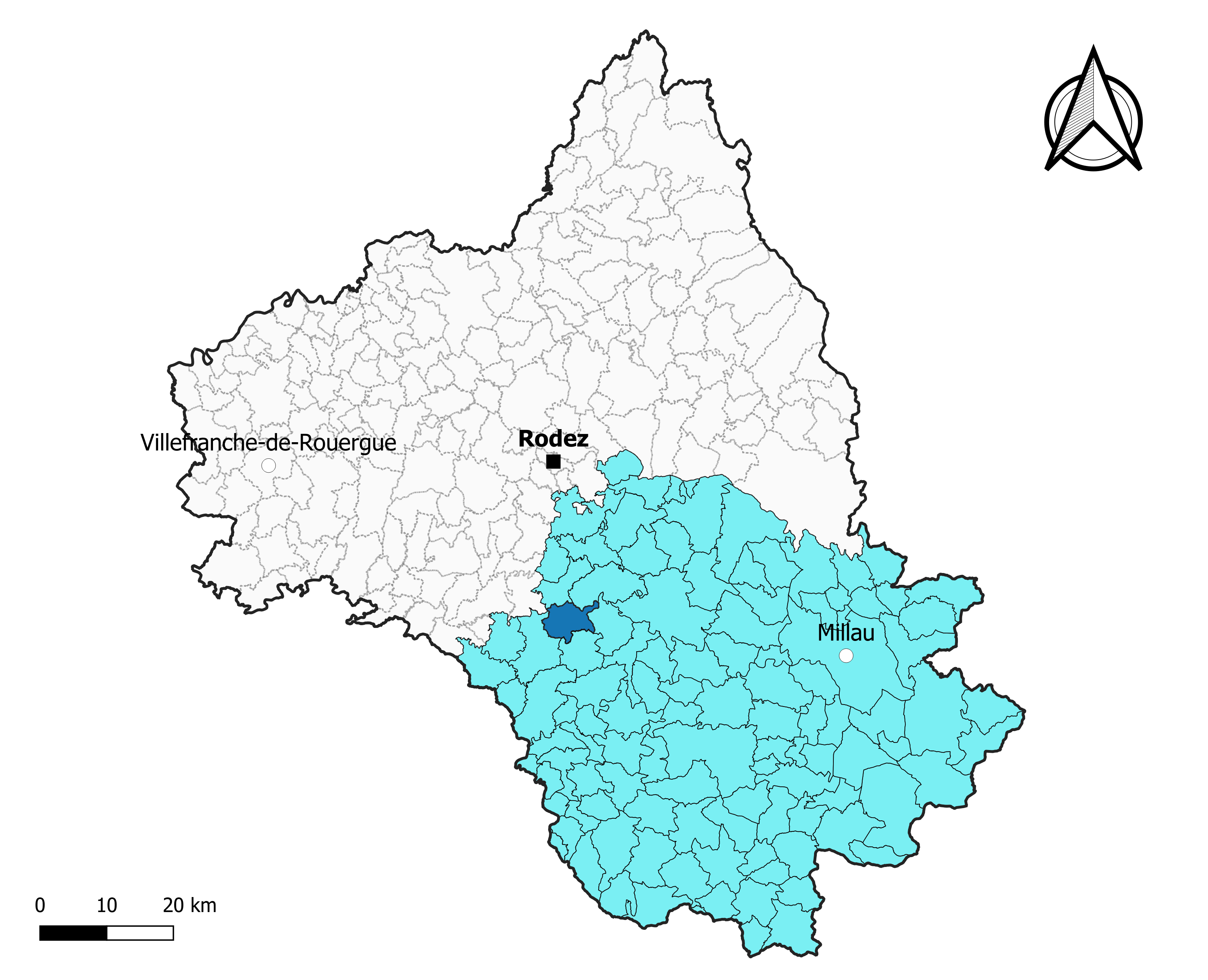
Auriac-Lagast dans l'arrondissement de Millau en 2020.

### Élections municipales et communautaires

#### Élections de 2020
Le conseil municipal d'Auriac-Lagast, commune de moins de 1 000 habitants, est élu au scrutin majoritaire plurinominal à deux tours avec candidatures isolées ou groupées et possibilité de panachage. Compte tenu de la population communale, le nombre de sièges à pourvoir lors des élections municipales de 2020 est de 11. Sur les treize candidats en lice, onze sont élus dès le premier tour, le 15 mars 2020, correspondant à la totalité des sièges à pourvoir, avec un taux de participation de 48,05 %.
Yves Latieule, maire sortant, est réélu pour un nouveau mandat le 26 mai 2020.
Dans les communes de moins de 1 000 habitants, les conseillers communautaires sont désignés parmi les conseillers municipaux élus en suivant l’ordre du tableau (maire, adjoints puis conseillers municipaux) et dans la limite du nombre de sièges attribués à la commune au sein du conseil communautaire. Deux sièges sont attribués à la commune au sein de la communauté de communes du Réquistanais.

#### Liste des maires
| Période                                  | Période  | Identité       | Étiquette | Qualité                                                   |
| ---------------------------------------- | -------- | -------------- | --------- | --------------------------------------------------------- |
| 2001                                     | 2008     | Jean Garrigues |           | Agriculteur                                               |
| 2008                                     | En cours | Yves Latieule, |           | Employé civil ou agent de service de la fonction publique |
| Les données manquantes sont à compléter. |          |                |           |                                                           |

## Population et société

### Démographie

#### Évolution démographique
L'évolution du nombre d'habitants est connue à travers les recensements de la population effectués dans la commune depuis 1793. Pour les communes de moins de 10 000 habitants, une enquête de recensement portant sur toute la population est réalisée tous les cinq ans, les populations de référence des années intermédiaires étant quant à elles estimées par interpolation ou extrapolation. Pour la commune, le premier recensement exhaustif entrant dans le cadre du nouveau dispositif a été réalisé en 2006.

En 2022, la commune comptait 229 habitants, en évolution de −0,43 % par rapport à 2016 (Aveyron : +0,37 %, France hors Mayotte : +2,11 %).
| 1793 | 1800 | 1836 | 1841 | 1846 | 1851 | 1856 | 1861 | 1866 |
| ---- | ---- | ---- | ---- | ---- | ---- | ---- | ---- | ---- |
| 422  | 531  | 533  | 648  | 571  | 552  | 527  | 538  | 585  |

| 1872 | 1876 | 1881 | 1886 | 1891 | 1896 | 1901 | 1906 | 1911 |
| ---- | ---- | ---- | ---- | ---- | ---- | ---- | ---- | ---- |
| 616  | 583  | 614  | 600  | 612  | 620  | 615  | 617  | 608  |

| 1921 | 1926 | 1931 | 1936 | 1946 | 1954 | 1962 | 1968 | 1975 |
| ---- | ---- | ---- | ---- | ---- | ---- | ---- | ---- | ---- |
| 584  | 593  | 636  | 659  | 652  | 558  | 524  | 524  | 425  |

| 1982 | 1990 | 1999 | 2006 | 2011 | 2016 | 2021 | 2022 | - |
| ---- | ---- | ---- | ---- | ---- | ---- | ---- | ---- | - |
| 385  | 315  | 280  | 265  | 233  | 230  | 229  | 229  | - |

#### Pyramide des âges
La population de la commune est relativement âgée.
En 2018, le taux de personnes d'un âge inférieur à 30 ans s'élève à 24,6 %, soit en dessous de la moyenne départementale (28,8 %). À l'inverse, le taux de personnes d'âge supérieur à 60 ans est de 34,1 % la même année, alors qu'il est de 34,3 % au niveau départemental.
En 2018, la commune comptait 112 hommes pour 117 femmes, soit un taux de 51,09 % de femmes, légèrement supérieur au taux départemental (50,67 %).
Les pyramides des âges de la commune et du département s'établissent comme suit.
| Hommes | Classe d’âge | Femmes |
| ------ | ------------ | ------ |
| 0,9    | 90 ou +      | 0,9    |
| 11,6   | 75-89 ans    | 20,6   |
| 16,0   | 60-74 ans    | 18,0   |
| 30,2   | 45-59 ans    | 24,0   |
| 15,0   | 30-44 ans    | 13,6   |
| 11,5   | 15-29 ans    | 6,0    |
| 14,9   | 0-14 ans     | 16,9   |

| Hommes | Classe d’âge | Femmes |
| ------ | ------------ | ------ |
| 1,3    | 90 ou +      | 3      |
| 10,3   | 75-89 ans    | 13,5   |
| 21,3   | 60-74 ans    | 21,3   |
| 20,8   | 45-59 ans    | 20,1   |
| 16,4   | 30-44 ans    | 15,7   |
| 14,8   | 15-29 ans    | 12,2   |
| 15,3   | 0-14 ans     | 14,3   |

## Économie

### Revenus
En 2018  (données Insee publiées en septembre 2021), la commune compte 96 ménages fiscaux, regroupant 226 personnes. La médiane du revenu disponible par unité de consommation est de 18 460 € (20 640 € dans le département).

### Emploi
| Division       | 2008  | 2013  | 2018  |
| -------------- | ----- | ----- | ----- |
| Commune        | 3,3 % | 5,3 % | 2,4 % |
| Département    | 5,4 % | 7,1 % | 7,1 % |
| France entière | 8,3 % | 10 %  | 10 %  |

En 2018, la population âgée de 15 à 64 ans s'élève à 125 personnes, parmi lesquelles on compte 77 % d'actifs (74,6 % ayant un emploi et 2,4 % de chômeurs) et 23 % d'inactifs,. Depuis 2008, le taux de chômage communal (au sens du recensement) des 15-64 ans est inférieur à celui de la France et du département.
La commune est hors attraction des villes,. Elle compte 77 emplois en 2018, contre 72 en 2013 et 80 en 2008. Le nombre d'actifs ayant un emploi résidant dans la commune est de 94, soit un indicateur de concentration d'emploi de 82,5 % et un taux d'activité parmi les 15 ans ou plus de 50,2 %.
Sur ces 94 actifs de 15 ans ou plus ayant un emploi, 57 travaillent dans la commune, soit 61 % des habitants. Pour se rendre au travail, 63,9 % des habitants utilisent un véhicule personnel ou de fonction à quatre roues, 18 % s'y rendent en deux-roues, à vélo ou à pied et 18,1 % n'ont pas besoin de transport (travail au domicile).

### Activités hors agriculture
42 établissements sont implantés  à Auriac-Lagast au 31 décembre 2019. Le tableau ci-dessous en détaille le nombre par secteur d'activité et compare les ratios avec ceux du département,.
| Secteur d'activité                                                                                        | Commune | Commune | Département |
| Secteur d'activité                                                                                        | Nombre  | %       | %           |
| --- | ------- | ------- | ----------- |
| Ensemble                                                                                                  | 42      |         |             |
| Industrie manufacturière, industries extractives et autres                                                | 29      | 69 %    | (17,7 %)    |
| Construction                                                                                              | 1       | 2,4 %   | (13 %)      |
| Commerce de gros et de détail, transports, hébergement et restauration                                    | 7       | 16,7 %  | (27,5 %)    |
| Activités immobilières                                                                                    | 2       | 4,8 %   | (4,2 %)     |
| Activités spécialisées, scientifiques et techniques et activités de services administratifs et de soutien | 3       | 7,1 %   | (12,4 %)    |

Le secteur de l'industrie manufacturière, des industries extractives et autres est prépondérant sur la commune puisqu'il représente 69 % du nombre total d'établissements de la commune (29 sur les 42 entreprises implantées  à Auriac-Lagast), contre 17,7 % au niveau départemental.

### Agriculture
La commune est dans le Segala, une petite région agricole occupant l'ouest du département de l'Aveyron. En 2020, l'orientation technico-économique de l'agriculture  sur la commune est l'élevage d'ovins ou de caprins.
|               | 1988  | 2000  | 2010  | 2020  |
| ------------- | ----- | ----- | ----- | ----- |
| Exploitations | 51    | 39    | 30    | 27    |
| SAU (ha)      | 2 418 | 2 361 | 2 346 | 2 132 |

Le nombre d'exploitations agricoles en activité et ayant leur siège dans la commune est passé de 51 lors du recensement agricole de 1988  à 39 en 2000 puis à 30 en 2010 et enfin à 27 en 2020, soit une baisse de 47 % en 32 ans. Le même mouvement est observé à l'échelle du département qui a perdu pendant cette période 51 % de ses exploitations,. La surface agricole utilisée sur la commune a également diminué, passant de 2 418 ha en 1988 à 2 132 ha en 2020. Parallèlement la surface agricole utilisée moyenne par exploitation a augmenté, passant de 47 à 79 ha.

## Culture locale et patrimoine

### Lieux et monuments
- Église paroissiale Saint-Léonard d'Auriac, son clocher a été frappé par la foudre et remis à neuf ;
- Domaine privé de Moncan : ancienne grange de l'abbaye de Bonnecombe ;
- Château privé de Randan (famille Raymond Bonnefous).

### Personnalités liées à la commune
- Alain Bénédet
- Le géographe Jacques-François Loiseleur-Deslongchamps (1747-1843). En tant qu'ingénieur géographe du roi, il fut envoyé en Rouergue en 1769 pour établir la carte de Cassini. Afin d'obtenir de mesurer les distances le plus précisément possible, Loiseleur-Deslongchamps a établi des signaux sur les points élevés du Rouergue, comme les clochers de la cathédrale de Rodez, en travaillant avec les principes de la triangulation : c'est pourquoi le mont de Lagast fut choisi pour y bâtir en 1769 une pyramide de bois, toujours entretenue.

### Héraldique
| Blason de Auriac-Lagast | Blason  | Parti : au 1er d'or à un hêtre de sinople, au 2e coupé au I d'azur à un mouton passant d'argent colleté et clariné de gueules, au II d'argent à une croisette pattée de gueules.                                                   |
| Blason de Auriac-Lagast | Détails | Le hêtre renvoie à ceux de la forêt du Lagast. Le mouton représente les cisterciens et la croix est celle des Templiers, ces deux entités ayant façonné la localité au Moyen Âge. Le statut officiel du blason reste à déterminer. |